# Cerkev sv. Janeza Krstnika, Steingadnen
Nekdanja premonstratenska samostanska cerkev sv. Janeza Krstnika je bila uporabljena od sekularizacije samostana Steingaden kot katoliška župnijska cerkev Steingadna v okrožju Weilheim-Schongau v Zgornji Bavarski. Romanska bazilika, Welfenmünster, je bila barokizirana v 17. in 18. stoletju in danes velja za enega najpomembnejših spomenikov Pfaffenwinkla.

## Zgodovina
Premonstratenski samostan Steingaden je leta 1147 ustanovil mejni grof iz rodbine Welf,  Welf VI. Tuszien, sin vojvode Henrika Črnega, pred odhodom na križarski pohod kot hišni samostan in pokopališče Welfov in koloniziran s premonstratenskimi kanoniki iz opatije Rot an der Rot. Od leta 1055 je območje v zgornjem Lechu igralo pomembno vlogo v Welfski domači politiki. Za njegovo zaščito so stali gradovi na Schlossbergu pri Peitingu in Veste pri Alt-Schongau (Altenstadt). Leta 1073 je že njegov dedek Welf IV. ustanovil sosednji samostan Rottenbuch, ki je hitro postal velik auguštinski samostan.
Cerkev sv. Janeza Krstnika je bila posvečena kot romanska samostanska cerkev leta 1176 in je še vedno v veliki meri prepoznavna po poznejših predelavah. Opat Caspar Suiter je stavbo preoblikoval v poznem gotskem slogu od leta 1470 do 1491 in dodal preddverje. Ob tej priložnosti so obokali tudi romanski samostan.
Med kmečko vojno so uporniki razdejali in oplenili samostan. Leta 1530 ga je opat Johannes Dimpt začel obnavljati v modernih renesančnih oblikah. Leta 1600 je cerkev »očarala« s serijo ciklov fresk. V preddverju je ostala samo »genealogija Welfov.
Tudi tridesetletna vojna ni minila brez sledov v samostanskem kompleksu. Leta 1646 je prišlo do ponovnega uničenja, rekonstrukcija se je končala šele 1663.
Za 600. obletnico leta 1747, se je okoli leta 1740 samostan odločil, da bo cerkev preuredil v sedanjo rokoko obliko. Delo je bilo dokončano leta 1750.
Sekularizacija samostana (1803) je ogrozila tudi "Welfenmünster". Medtem ko je bila večina samostanskih zgradb porušena, je bila cerkev ponovno posvečena kot župnijska cerkev in se ohranila.
Od leta 1955 do 1960 je bila izvedena temeljita notranja in zunanja prenova. Nadaljnji ukrepi za sanacijo so se nadaljevali od leta 1967 do leta 1993.
Od februarja 2017 poteka še ena prenova. V tem kontekstu notranjost ladje ni dostopna obiskovalcem do septembra 2019. 

## Arhitektura
Podobno kot bližnja bazilika v Altenstadtu, Steingaden predstavlja vrsto alpske romanske bazilike z dvema stolpoma in tremi apsidami. Nekatere so bile porušene po uničenju v tridesetletni vojni.
Notranjost cerkve je dolga 51 m (s preddverjem 60 m) in široka 21 m. Višina ladje je 15 m. Zunaj je še vedno vidna romanska bazilika. Na zahodu se dva preprosta stolpa dvigata do višine 35 m. Stari glavni portal je dobro ohranjen v poznem gotskem preddverju. Vendar pa je timpanon (1964) svobodno ponovno ustvarjen iz romanskega izvirnika (fragment je v Bavarskem narodnem muzeju v Münchnu).
V južni stranski ladji so okenske odprtine poznogotske. Svetlobno nadstropje glavne ladje ima velika, baročna okna (okoli 1740/50).
Ohranjena glavna apsida ima zunaj slepe arkade s stebri in zobatim frizom pod streho. Te izvirne srednjeveške dekorativne oblike so tudi na stolpih in visokih zidovih. Preprosta dvokapna streha stolpov in ladje poudarjajo precej redko arhitekturno podobo, ki je v ostrem nasprotju z bogato okrašeno notranjostjo.

## Notranjost
V poznogotskem preddverju z mrežastimi oboki se je ohranila preostala renesančna  "Welfengenealogie" (severna stena) (odkrita leta 1951). Slike prikazujejo rodovnik Welfov od Azzoja do Welfa VII. in ustanovitev samostanov Rottenbuch in Weingarten. Veliko slikovno polje desno nad vrati ponazarja pogrebni sprevod vojvode Welfa VI. (1191). Levo od poznogotskega koničastega loka zunanjega portala je grb Hermana von Haldenberga († 1324)
Skozi romanski stolpni portal s sodobnim timpanonom se pride v ladjo bazilike. Visokosrednjeveška materija je bila prekrita z veličastno rokoko dekoracijo. Štukaturna dela so verjetno delo Franza Xaverja Schmutzerja (1740/42), freske pa je vodil direktor Augsburške akademije Johann Georg Bergmüller (1741/42). Obokana območja na vzhodu kažejo vizijo sv. Norberta, v srednji poli je predstavljena Slava svetnika, zahodno je temelj samostana Steingaden. Polja visokih zidov kažejo svetnike in blagoslovljene premonstratenskega reda. Na spodnji strani zahodne empore je Obglavljenje Janeza Krstnika. Ob glavnem vhodu so celopostavne figure vojvod Welfa VI. in Welfa VII.
V ostrem nasprotju z bogato rokoko notranjostjo ladje so strogi, visokobaročni štukaturni deli pevske galerije in nekoliko svobodni stranski ladji. Angeli, vitice, volute in kartuše so shematsko razporejene (verjetno Matthäus in Johann Schmutzer, 1663), križni in ovalni vezni kraki nosijo monograme in imena Jezusa, sv. Marija in Jožefa in ustanoviteljev reda.

### Oprema
Okoli leta 1663 je bil zgrajen štiristebrni glavni oltar. Jörg Pfeiffer iz sosednjega Bernbeurna naj bi bil izvršni mojster. V oltarni sliki je oblečen sv. Norbert (Johann Christoph Storer, Konstanca).
Stranski oltarji se pripisujejo Pfeifferju, retabel v kornem oboku je v cerkev prišel leta 1835. Vsi oltarji so okrašeni z oltarnimi slikami. Motivi se nanašajo na premonstratenski red, ko je predstavljenih tudi štirinajst svetih pomočnikov. V stranskih ladjah sta dva oltarja tölzerskih mojstrov Franza in Josepha Antona Fröhlicha (1770). Štirje stebri obrobljajo vsako majhno skupino figur.
Čudovita rokokojska prižnica (okoli 1745/48) na srednjem severnem stebru je delo Antona Sturma iz Füssna. Nad lupinasto strešico je bogato okrašen angel.
Korne klopi (1534) so preživele uničenje v tridesetletni vojni. Prva vrsta je bila dodana šele leta 1962.
Prospekt za orgle izvira iz leta 1743, spovednice pa verjetno iz okoli leta 1747. Krstilnik v severni ladji je romanski, velik kip sv. Janeza Krstnika je pripisan Antonu Sturmu (približno 1745/48).

### Nagrobniki, epitafi in freske
Cerkev se imenuje tudi Welfenmünster, ker jo je leta 1147 Welf VI. daroval kot rodbinsko grobnico. V 18. stoletju je bil njegov sin Welf VII., ki je imel takrat le sedem let, obravnavan kot soustanovitelj. Umrl je pred očetom leta 1167, torej še pred dokončanjem cerkve. Oba sta pokopana v cerkvi.
Na drugem stebru ladje, sta iz leta 1750 epitaf Welfa VI. (levo) in Welfa VII (desno), katerih grob je označen s kovinsko ploščo, vgrajeno v tla glavne ladje. Epitafa, ki ju je ustvaril Johann Baptist Straub, sta narejena iz rdečega marmorja, predstavitev in okras je je ulit iz svinca.
Latinsko besedilo grobne plošče v tleh pomeni v nemščini: »Pod to ploščico se skrivajo dragocene kosti plemenitih in mogočnih knezov Bavarske in Spoleta, oče Welf VI. in sin istega Welf VII., katerih velikodušnost je gradnja samostana Steingaden iz leta 1147, v čigar krogu počivata tukaj, za vedno sporoča«. 
Oba Welfsa sta upodobljena tudi na freski Johanna Georga Bergmüllerja nad orglami. Gradnja samostana je na njej že v polnem zamahu. Welf VI. in njegov sin Welf VII. govori o modelu samostana v pogovoru z opatom iz Rota, ki bo naselil novoustanovljen samostan s kanoniki iz svojega samostana. Na zahodni steni lahko vidimo tudi dva Welfa na večjih freskah Bergmüllerja: levo od vhoda Welf VI. in desno od njega Welf VII. Freske Bergmüllerja so nastale leta 1741/42 in 1751.
Predniki obeh tukajšnjih Welfov so pokopani v baziliki sv. Martina v opatiji Weingarten.
- Romanska korna apsida na vzhodu
- Pogled z jugovzhoda s sosednjim križnim hodnikom in kapelico
- Rokoko prižnica
- Orgle
- Freska nad orglami z ustanovitelji